# Bolívar (Cauca)
Bolívar es una población y municipio colombiano situado en el departamento del Cauca. Fundado el 12 de junio de 1794 por Domingo Belisario Gómez, se encuentra ubicado sobre el costado occidental de la Cordillera Central, haciendo parte del denominado Macizo Colombiano. 
Está a 145 km de Popayán, capital del departamento y a una altitud de 1.730 m s. n. m., cuenta con una población (2005) de 43.461 habitantes, tiene una temperatura promedio de 18.6 °C y sus actividades son la agricultura, la ganadería, la minería y el comercio.
Como atracciones turísticas del municipio se encuentra el Cerro de Bolívar donde se ubica un monumento a la Virgen de las Misericordias y a la vez permite visualizar la región en su totalidad; también está el Cerro de Lerma, en el que se puede observar su flora y fauna. Asimismo la celebración de sus famosas fiestas de comienzos de año, el carnaval de blancos y negros, evento que reúne diversas actividades, entre las que se destaca el concurso de globos de papel de aire caliente, que le dio a este hermoso municipio un Récord Guiness por la elevación simultánea de 3680 globos, así como el globo más grande del mundo. Además de ello, cuenta con sus fiestas patronales realizadas en honor a la Virgen de las Misericordias a finales del mes de agosto.

## Toponimia
A esta comarca le correspondió ser la primera población colombiana en llevar el nombre de Bolívar, en homenaje al Libertador Simón Bolívar, por Ordenanza 135 del 21 de octubre de 1852.

## División Político-Administrativa
Además de su Cabecera municipal. Bolívar tiene bajo su jurisdicción los siguientes Centros poblados:
- Capellanías
- Cimarronas
- El Carmen
- El Morro
- El Rodeo
- Guachicono
- La Carbonera
- Lerma
- Los Milagros
- Melchor
- San Juan
- San Lorenzo

## Historia
El 10 de diciembre de 1794, cuando comienza a regir el primer Curáto del Trapiche a iniciativa de los señores Francisco Zúñiga, Bartolomé Daza, Jesús Ambrocio López, Jacinto Zúñiga, Manuel Dorado. a la par de este Curáto, nació también la Parroquìa de la Santisima Trinidad de Bolívar, siendo este acto religioso considerado como la fundación de Bolívar. El municipio de Bolívar desde sus tiempos inmemoriables ocupa un puesto de preponderancia en la historia del Departamento y la Nación.

El Congreso de Colombia mediante la ley 37 del 22 de diciembre de 1822 decretó: “Reconócese a la ciudad de Bolívar, Departamento del Cauca como Cuartel General de los Ejércitos Libertadores en la Campaña del Sur”, acontecimiento que ocurrió el 22 de mayo de 1822 hasta el 3 de junio del mismo año cuando el Libertador Simón Bolívar permaneció en este lugar hasta la firma de las Capitulaciones del Sur. 

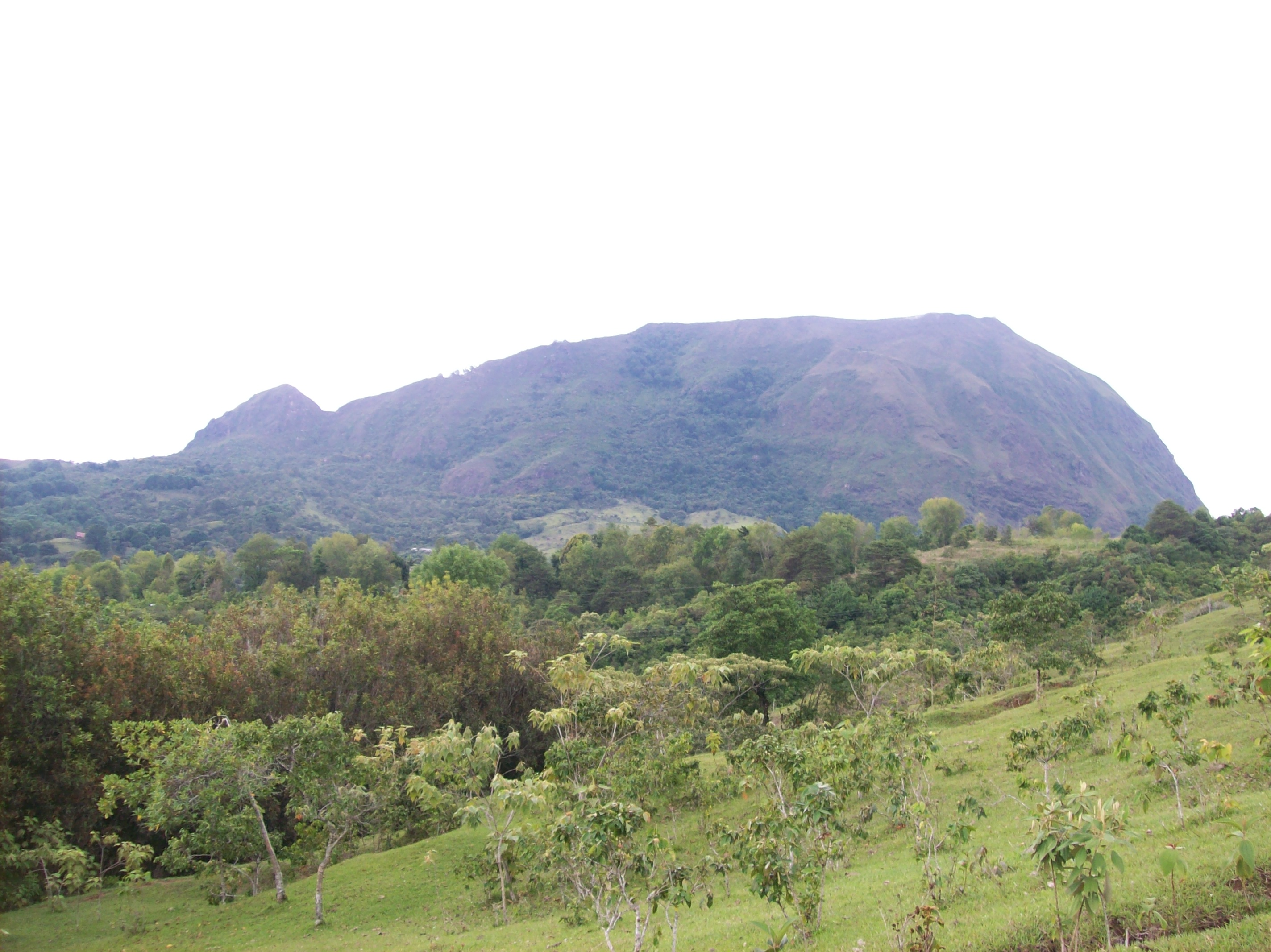
Cerro de Bolívar, destino turístico del municipio.

En virtud de tan magno acontecimiento el 23 de mayo de 1972 se inició con gran pompa el Sesquicentenario de la fundación de Bolívar y en virtud de la Ley ya mencionada, se realizaron muchas obras para el municipio y los pueblos vecinos destacamos las del municipio: El Cristo Còsmico de la Iglesia de la Santísima Trinidad de Bolívar, obra del maestro Buenventura Malagón, y el párroco de ese entonces sacerdote Cayetano Costaín. La reconstrucción de la Escuela San Luis Gonzaga primer centro educativo de los Hermanos Maristas finales de 1887 e inicio del año 1900. La Concentración de Desarrollo San José del Morro, piloto en Colombia. La Villa Olímpica, obra terminada con éxito en el gobierno municipal del Doctor Hernan Burbano Vásquez, como alcalde.